# 第2届美国国会
第2届美国国会是美国国会第二次召开，任期由1791年3月4日至1793年3月4日，也是乔治·华盛顿总统第一个任期的后两年。国会原在费城的国会厅集会了。美国众议院第1届席次分布基于美国宪法第一条，第二款，第三节的规定。两院的多数议员支持华盛顿总统的政府。